# Agra, Lombardiet
Agra är en ort och kommun i provinsen Varese i regionen Lombardiet i Italien. Kommunen hade 399 invånare (2018).